# Strophurus michaelseni
Strophurus michaelseni — вид геконоподібних ящірок родини диплодактилідів (Diplodactylidae). Ендемік Австралії. Вид названий на честь німецького зоолога Вільгельма Міхельсена.

## Поширення і екологія
Strophurus michaelseni мешкають на західному узбережжі Західної Австралії, від затоки Шарк-Бей до Національного парка Уотеру. Вони живуть серед високих чагарниках, в банксієвих лісах та на пустищах, порослих спінніфексом і осокою.